# 驼背盘肠蚤
驼背盘肠蚤（学名：Chydorus gibbus）为盘肠蚤科盘肠蚤属的动物。分布于欧洲、北美洲以及中国大陆的广东、广西、浙江、江苏、四川、吉林、黑龙江、云南、内蒙古、新疆等地，属于广温性物种。其一般栖息于各类大小不同的水域中，以小型水域为主。